# Angus Young
Angus McKinnon Young, škotsko - avstralski kitarist, * 31. marec 1955, Glasgow, Škotska.
Young je so-ustanovitelj avstralske hard rock skupine AC/DC. Poznan je po svojih energičnih nastopih in uniformi v slogu šolarja. Bil je postavljen na 96. mesto na  seznamu 100 najboljših kitaristov vseh časov.